# 파울루스 헥토르 마이어

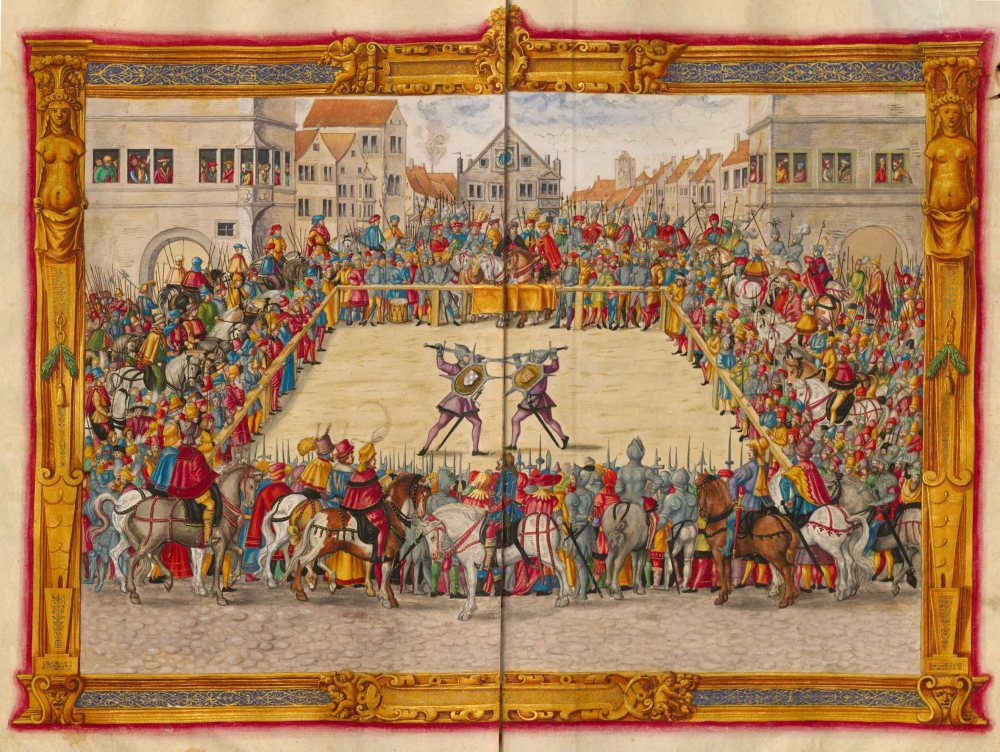

파울루스 헥토르 마이어(Paulus Hector Mair; 1517년 ~ 1579년)는 중세 아우크스부르크의 공무원이자 무술가이다. 그때까지의 독일류 검술을 집대성한 필사본을 제작하였다. 화가 한 명과 검사 두 명을 고용해 총천연색으로 제작한 값비싼 물건이었다. 마이어의 필사본은 현재까지 세 부가 남아 있다. 이 작업에 들어가는 비용이 너무 많았고, 마이어 본인의 생활방식도 사치스러웠기 때문에 마이어는 돈에 쪼달렸다. 결국 그는 시 금고에까지 손을 대었고, 1579년에 그 횡령 사실이 밝혀져 62세의 나이로 교수형을 당했다.

## 마이어의 무술 책의 내용
제1권:
- A. 독일 장검
- B. 두삭크(외날도)
- C. 봉술
- D. 파이크(장창)
- E. 할베르트(미늘창)
- F. 큰낫
- G. 낫
- H. 레슬링

제2권:
- I. 단검
- K. 레이피어
- L. 배틀액스(도끼)
- M. 주스트
- N. 마상창시합
- O. 결투 재판
- P. 기마전
- Q. 판금갑 검술